# Liarea ornata
Liarea ornata là một loài ốc đất liền cỡ nhỏ hô hấp trên cạn, là động vật chân bụng sống trên cạn động vật thân mềm thuộc họ Pupinidae.

## Phân bố
Loài này thường gặp ở New Zealand.